# Station Lommel-Werkplaatsen
Station Lommel-Werkplaatsen is een goederenstation langs spoorlijn 19 in de gemeente Lommel. Het bevond zich bij Lommel-Werkplaatsen op wat nu industrieterrein Balendijk heet. Het station had een opmerkelijke telegrafische code, "LUL".
In 1905 werd de stopplaats Lommel-Werkplaatsen geopend. Het beheer gebeurde vanuit het station Lommel. In 1908 werd het een goederenstation en spoorweghalte.
Het stationsgebouw van Lommel Werkplaatsen was van het type 1893 speciaal ontworpen voor de categorie: de halte. Vanaf lijn 19 loopt er ook nog een 5 km lang goederenspoor spoorlijn 273 naar de voormalige locatie van de zinkfabriek van Lommel Werkplaatsen op industrieterrein Maatheide, en werd door Sibelco lang gebruikt voor zandtransport naar Luxemburg.